# 昂內塔·費爾特斯科格
昂內塔·費爾特斯科格（瑞典語：Agnetha Fältskog，瑞典語發音：[aŋˈnêːta ˈfɛ̂ltskuːɡ] ⓘ；1950年4月5日—），瑞典女歌手、唱片製作人、作曲人。她和前夫比約恩·奧瓦爾斯皆是ABBA成員。

## 生平
昂內塔·費爾特斯科格在1950年4月5日生於瑞典延雪平省延雪平，父親叫英瓦爾·費爾特斯科格（Ingvar Fältskog，1922年－1995年），母親叫比吉特·瑪加麗塔·約翰松（Birgit Margareta Johansson，1923年－1994年）。
昂內塔的父親喜好在地的業餘團表演，經常引進劇團到社區演出。在1956由他父親所組的聖誕晚會，昂內塔首度上台表演。
昂內塔自小練彈鋼琴，也很早開始寫歌。13歲時，昂內塔與兩位朋友，Lena Johansson 和 Elisabeth Strub合組臥室合唱團（The Chambers）在當地歌唱與表演。昂內塔15歲時不再升學而去就業。
她一開始工作是汽車公司電話接線生，同時也參與在地舞樂樂團表演。1967年10月，昂內塔自彈自唱寫出成名作Jag var så kär （页面存档备份，存于）(我是如此深愛)，唱片大賣80萬張。
昂內塔與CBS-Cupol唱片公司簽約後，於1968年1月28日出版首張唱片「Agnetha Fältskog」，登上瑞典排行榜冠軍。
1969年，昂內塔出版第二張唱片Agnetha Fältskog vol. 2，仍然非常成功。同年，她遇見未來另一位ABBA合唱團的團員，比約恩·奧瓦爾斯。
當時比約恩與班尼·安德森一起寫歌，班尼的女朋友就是後來ABBA合唱團的另一位女主唱，安妮-弗瑞德·林斯塔德。1969年，兩對情侶相繼訂婚。這4位音樂人開始合作演唱的事業，後來組成ABBA合唱團。
1970年，昂內塔出版第3張專輯Som Jag Är。1971年，昂內塔出版第四張唱片När En Vacker Tanke Blir En Sång。
1971年7月6日，昂內塔與比約恩結婚。1973年2月23日，昂內塔的第一個女兒Elin Linda Ulvaeus誕生。1973年，昂內塔出版第5張瑞典語專輯Agnetha Fältskogs Bästa.，是包含以往歌曲的精選輯。
1974月6日，昂內塔夫婦與班尼夫婦合作，在全歐歌唱大賽，以歌曲Waterloo奪冠。
1975年，昂內塔出版第6張專輯Elva Kvinnor I Ett Hus。
1977年12月4日，昂內塔生下第二個小孩Peter Christian Ulvaeus。
1979年，昂內塔和比約恩離婚。昂內塔的瑞典曲精選輯Tio År Med Agnetha出版。
1980年底，昂內塔與女兒Linda合唱出版包含有18首瑞典傳統聖誕歌曲的專輯。

## 外部連結
- 昂內塔·費爾特斯科格官方網站 （页面存档备份，存于）